# Paul Bruchési
Paul Bruchési (Montréal, 29 ottobre 1855 – Montréal, 20 settembre 1939) è stato un vescovo cattolico canadese.

## Biografia
Figlio di un commerciante di origine italiana, compì i primi studi presso i lasalliani e proseguì la sua formazione presso i sulpiziani del seminario minore di Montréal. Completò gli studi teologici e filosofici a Roma e Parigi e fu ordinato prete nel 1878.
Fu professore di dogmatica presso la facoltà teologica dell'Università Laval di Québec e poi di apologetica a Montréal, dove fu anche vicario parrocchiale di Saint-Joseph e Sainte-Brigide. Fu direttore della rivista diocesana La Semaine religieuse e, dal 1891, canonico cattedrale e superiore ecclesiastico delle Suore di Sant'Anna di Lachine.
Arcivescovo di Montréal dal 1897, fondò l'Hôpital du Sacré-Cœur e l'Hôpital Sainte-Justine, il primo ospedale pediatrico del Canada francofono; nel 1911 aiutò a fondare l'Institut Bruchési per la lotta alla tubercolosi. Supportò la nascità dell'Association catholique de la jeunesse canadienne-française e della Fédération Nationale Saint-Jean-Baptiste.
Sotto il suo episcopato, André Bessette fondò a Montréal l'oratorio di San Giuseppe.
Sostenne l'indipendenza dall'Università Laval del campus di Montréal, che andò a costituire un'università autonoma.
Nel 1910 ospitò a Montréal il XXI congresso eucaristico internazionale.
Cadde malato nel 1919 e dal 1921 non fu più in grado di governare la diocesi; nel 1923 gli fu affiancato un vescovo coadiutore. Morì nel 1939.

## Genealogia episcopale e successione apostolica
La genealogia episcopale è:
- Cardinale Scipione Rebiba
- Cardinale Giulio Antonio Santori
- Cardinale Girolamo Bernerio, O.P.
- Arcivescovo Galeazzo Sanvitale
- Cardinale Ludovico Ludovisi
- Cardinale Luigi Caetani
- Cardinale Ulderico Carpegna
- Cardinale Paluzzo Paluzzi Altieri degli Albertoni
- Papa Benedetto XIII
- Papa Benedetto XIV
- Cardinale Enrico Enriquez
- Arcivescovo Manuel Quintano Bonifaz
- Cardinale Buenaventura Córdoba Espinosa de la Cerda
- Cardinale Giuseppe Maria Doria Pamphilj
- Papa Pio VIII
- Papa Pio IX
- Cardinale Raffaele Monaco La Valletta
- Arcivescovo Paul Bruchési

La successione apostolica è:
- Vescovo Joseph-Alfred Archambault (1904)
- Vescovo François-Théophile-Zotique Racicot (1905)
- Vescovo Alexis-Xyste Bernard (1906)
- Vescovo William Andrew Macdonell (1906)
- Arcivescovo Georges Gauthier (1912)
- Arcivescovo Joseph-Guillaume-Laurent Forbes (1913)